# Manu’a eladási szerződése
Manu’a eladási szerződése (angol nyelven Treaty of Cession of Manuʻa vagy Deed of Cession of Manuʻa, egy 1904. július 16-án aláírt szerződés volt Tui Manu’a Elisala és az Amerikai Egyesült Államok között, amely átengedte az Egyesült Államoknak a Manu’a-szigeteket, amelyek ma Amerikai Szamoa részét képezik. A második szamoai polgárháború és az Egyesült Államok, az Egyesült Királyság és a Német Birodalom közötti 1899-es háromoldalú egyezmény miatt jött létre. Az Amerikai Egyesült Államok Kongresszusa 1929-ben ratifikálta.